# كين فروست (دراج)
كين فروست هو دراج دنماركي، ولد في 15 فبراير 1967 في Rødovre Municipality ‏ في الدنمارك.

## وصلات خارجية
- كين فروست على موقع أرشيف الدراجات (الإنجليزية)
- كين فروست على موقع أوليمبيديا (الإنجليزية)